# Chinoscopus gracilis
Chinoscopus gracilis är en spindelart som först beskrevs av Władysław Taczanowski 1871.  Chinoscopus gracilis ingår i släktet Chinoscopus och familjen hoppspindlar. Inga underarter finns listade i Catalogue of Life.